# Lista de filmes em 4DX
Esta é uma lista de filmes que foram lançados no formato 4DX. Para além de filmes em Digital 3D também mostra filmes no formato normal 2D. Esta lista inclui filmes já estreados e em exibição.

## Filmes projectados em 4DX[1][2]

### 2022
Essa lista está incompleta, você pode ajudar ao adicionar mais filmes
| Título do filme                          | Companhia(s) de distribuição/produção              | Pais(es) de origem | Notas | Ref.  |
| ---------------------------------------- | -------------------------------------------------- | ------------------ | ----- | ----- |
| Doutor Estranho no multiverso da Loucura | Walt Disney Studios Motion Pictures/Marvel Studios | Estados Unidos     |       |       |
| The Batman                               | Warner Bros. Pictures/DC Entertainment             | Estados Unidos     |       | [ 3 ] |
| Top Gun: Maverick                        | Paramount Pictures                                 | Estados Unidos     |       | [ 4 ] |

### 2021
Essa lista está incompleta, você pode ajudar ao adicionar mais filmes
| Título do filme | Companhia(s) de distribuição/produção | Pais(es) de origem | Notas | Ref. |
| --------------- | ------------------------------------- | ------------------ | ----- | ---- |
| Viúva Negra     | Disney/Marvel Studios                 | Estados Unidos     |       |      |

### 2020
Essa lista está incompleta, você pode ajudar ao adicionar mais filmes
| Título do filme  | Companhia(s) de distribuição/produção  | Pais(es) de origem | Notas | Ref. |
| ---------------- | -------------------------------------- | ------------------ | ----- | ---- |
| Mulher Maravilha | Warner Bros. Pictures/DC Entertainment | Estados Unidos     |       |      |

### 2019
Essa lista está incompleta, você pode ajudar ao adicionar mais filmes
| Título do filme         | Companhia(s) de distribuição/produção | Pais(es) de origem | Notas | Ref. |
| ----------------------- | ------------------------------------- | ------------------ | ----- | ---- |
| Jumanji: The Next Level | Columbia Pictures                     | Estados Unidos     |       |      |

### 2018
Essa lista está incompleta, você pode ajudar ao adicionar mais filmes
| Título do filme   | Companhia(s) de distribuição/produção  | Pais(es) de origem | Notas | Ref. |
| ----------------- | -------------------------------------- | ------------------ | ----- | ---- |
| Aquaman (filme)   | Warner Bros. Pictures/DC Entertainment | Estados Unidos     |       |      |
| Bumblebee (filme) | Paramount Pictures                     | Estados Unidos     |       |      |

### 2017
Essa lista está incompleta, você pode ajudar ao adicionar mais filmes
| Título do filme                      | Companhia(s) de distribuição/produção  | Pais(es) de origem | Notas                        | Ref. |
| ------------------------------------ | -------------------------------------- | ------------------ | ---------------------------- | ---- |
| Jumanji: Welcome to the Jungle       | Columbia Pictures                      | Estados Unidos     |                              |      |
| Liga da Justiça (filme)              | Warner Bros. Pictures/DC Entertainment | Estados Unidos     | Primeiro filme 4DX em Angola |      |
| Thor: Ragnarok                       | Disney/Marvel Studios                  | Estados Unidos     |                              |      |
| Valerian e a Cidade dos Mil Planetas | EuropaCorp/STX Films                   | França             |                              |      |

### 2016
| Título do filme                                  | Companhia(s) de distribuição/produção                                                                           | Pais(es) de origem   | Notas | Ref. |
| ------------------------------------------------ | --- | -------------------- | ----- | ---- |
| Teenage Mutant Ninja Turtles: Out of the Shadows | Paramount Pictures / Nickelodeon Movies                                                                         | Estados Unidos       |       |      |
| X-Men: Apocalypse                                | Marvel Studios                                                                                                  | Estados Unidos       |       |      |
| Captain America : Civil War                      | Marvel Studios / Walt Disney Studios Motion Pictures                                                            | Estados Unidos       |       |      |
| The Jungle Book                                  | Walt Disney Pictures / Walt Disney Studios                                                                      | Estados Unidos       |       |      |
| 10 Cloverfield Lane2D                            | Paramount Pictures / Bad Robot Productions                                                                      | Estados Unidos       |       |      |
| Batman v Superman: Dawn of Justice               | Warner Bros. Pictures / DC Entertainment / RatPac Entertainment / Atlas Entertainment / Cruel and Unusual Films | Estados Unidos       |       |      |
| Kung Fu Panda 3                                  | DreamWorks Animation / Oriental DreamWorks                                                                      | Estados Unidos China |       |      |
| The Peanuts Movie                                | 20th Century Fox                                                                                                | Estados Unidos       |       |      |
| Godzilla Resurgence                              | Toho Company Ltd.                                                                                               | Japão                |       |      |
| Warcraft                                         | Legendary Pictures / Blizzard Entertainment / Atlas Entertainment                                               | Estados Unidos       |       |      |

### 2015
| Título do filme                          | Companhia(s) de destribuição/produção                                                                   | Pais(es) de origem           | Notas                              | Ref.   |
| ---------------------------------------- | --- | ---------------------------- | ---------------------------------- | ------ |
| Star Wars: The Force Awakens             | Lucasfilm / Bad robot Productions/ Walt Disney Studios                                                  | Estados Unidos               |                                    |        |
| Mad Max: Fury Road                       | Warner Bros. Pictures / Kennedy Miller Mitchell / RatPac-Dune Entertainment / Village Roadshow Pictures | Austrália                    |                                    |        |
| Jurassic World                           | Universal Pictures                                                                                      | Estados Unidos               |                                    |        |
| Avengers: Age of Ultron                  | Walt Disney Studios Motion Pictures / Marvel Studios                                                    | Estados Unidos               |                                    |        |
| San Andreas                              | Warner Bros. Pictures / New Line Cinema                                                                 | Estados Unidos               |                                    |        |
| Furious 7                                | Universal Pictures / Original Film                                                                      | Estados Unidos               |                                    |        |
| Jupiter Ascending                        | Warner Bros. Pictures / Village Roadshow Pictures                                                       | Estados Unidos               |                                    |        |
| O Sétimo Filho                           | Universal Pictures / Legendary Pictures                                                                 | Estados Unidos               |                                    | [ 5 ]  |
| Paddington                               | TWC-Dimension / Heyday Films / StudioCanal                                                              | Reino Unido                  |                                    | [ 6 ]  |
| The Woman in Black 2: Angel of Death2D   | Relativity Media / Entertainment One                                                                    | Reino Unido                  |                                    |        |
| Taken 32D                                | 20th Century Fox / EuropaCorp                                                                           | Estados Unidos França        |                                    | [ 7 ]  |
| Project Almanac2D                        | Paramount Pictures / MTV Films / Insurge Pictures                                                       | Estados Unidos               |                                    | [ 8 ]  |
| Kingsman: The Secret Service2D           | 20th Century Fox / Marv Films                                                                           | Reino Unido · Estados Unidos | Primeiro filme 4DX no Reino Unido. | [ 9 ]  |
| The SpongeBob Movie: Sponge Out of Water | Paramount Animation / Nickelodeon Movies / United Plankton Pictures                                     | Estados Unidos               |                                    | [ 10 ] |
| Girls und Panzer der Film                | Showgate / Actas [ja]                                                                                   | Japão                        |                                    | [ 11 ] |

### 2014
| Título do filme                                  | Companhia(s) de destribuição/produção                                           | Pais(es) de origem                  | Notas                                                        | Ref.                 |
| ------------------------------------------------ | ------------------------------------------------------------------------------- | ----------------------------------- | ------------------------------------------------------------ | -------------------- |
| The Amazing Spider-Man 2                         | Columbia Pictures / Marvel Entertainment                                        | Estados Unidos                      | Primeiro filme 4DX nas Filipinas.                            | [ 12 ]               |
| Noé                                              | Paramount Pictures / Regency Enterprises / Protozoa Pictures                    | Estados Unidos                      |                                                              | [ 13 ]               |
| Captain America: The Winter Soldier              | Walt Disney Pictures / Marvel Cinematic Universe                                | Estados Unidos                      | Primeiro filme 4DX projectado nos Estados Unidos da América. | [ 15 ]               |
| Need for Speed                                   | Touchstone Pictures / DreamWorks Pictures / Electronic Arts                     | Estados Unidos                      |                                                              |                      |
| Non-Stop2D                                       | Universal Pictures / StudioCanal / Silver Pictures                              | Reino Unido França · Estados Unidos |                                                              | [ 16 ]               |
| RoboCop2D                                        | Columbia Pictures / Metro-Goldwyn-Mayer                                         | Estados Unidos                      |                                                              |                      |
| Tarzan                                           | Summit Entertainment / Constantin Film                                          | Estados Unidos Alemanha             | Primeiro filme 4DX nos Emirados Árabes Unidos.               |                      |
| Jack Ryan: Shadow Recruit2D                      | Paramount Pictures / Skydance Productions                                       | Estados Unidos                      |                                                              | [ 17 ] [ 18 ]        |
| I, Frankenstein                                  | Lionsgate                                                                       | Estados Unidos · Austrália          |                                                              | [ 19 ]               |
| The Nut Job                                      | Open Road Films / The Weinstein Company / ToonBox Entertainment / RedRover      | Canadá · Coreia do Sul              |                                                              |                      |
| The Monkey King                                  | Filmko Entertainment / Mandarin Films / China Film Group                        | China · Hong Kong                   |                                                              |                      |
| Viy 3D                                           | Event Film Distribution / Russian Film Group / Universal Pictures International | Rússia                              |                                                              | [ 20 ]               |
| Paranormal Activity: The Marked Ones2D           | Paramount Pictures / Blumhouse Productions                                      | Estados Unidos                      |                                                              | [ 21 ]               |
| Pompeia                                          | TriStar Pictures / FilmDistrict                                                 | Estados Unidos                      |                                                              | [ 22 ] [ 23 ]        |
| Divergente2D                                     | Summit Entertainment                                                            | Estados Unidos                      |                                                              | [ 24 ]               |
| The Legend of Hercules                           | Summit Entertainment / Millennium Films                                         | Estados Unidos                      |                                                              | [ 25 ]               |
| Maleficent                                       | Walt Disney Pictures                                                            | Estados Unidos                      |                                                              | [ 26 ]               |
| No Limite do Amanhã                              | Warner Bros.                                                                    | Estados Unidos                      |                                                              | [ 27 ]               |
| Rio 2                                            | 20th Century Fox / Blue Sky Studios                                             | Estados Unidos                      |                                                              | [ 28 ]               |
| Mr. Peabody & Sherman                            | DreamWorks Animation / Pacific Data Images (PDI) / Bullwinkle Studios           | Estados Unidos                      |                                                              | [ 29 ]               |
| Transformers: Age of Extinction                  | Paramount Pictures / Hasbro                                                     | Estados Unidos                      | Primeiro filme 4DX nos Estados Unidos da América             | [ 30 ] [ 31 ]        |
| The House of Magic                               | StudioCanal / nWave Pictures                                                    | Bélgica                             |                                                              | [ 32 ]               |
| Guardiões da Galáxia                             | Walt Disney Pictures / Marvel                                                   | Estados Unidos                      |                                                              | [ 31 ] [ 33 ]        |
| As the Light Goes Out                            | Emperor Motion Pictures / Media Asia Films                                      | Hong Kong                           |                                                              |                      |
| How To Train Your Dragon 2                       | DreamWorks Animation / 20th Century Fox                                         | Estados Unidos                      |                                                              | [ 15 ]               |
| Appleseed Alpha                                  | Lucent Pictures Entertainment / Sola Digital Arts                               | Japão                               |                                                              | [ 34 ]               |
| Dawn of the Planet of the Apes                   | 20th Century Fox / Chernin Entertainment / TSG Entertainment                    | Estados Unidos                      |                                                              | [ 31 ] [ 35 ]        |
| Earth to Echo2D                                  | Relativity Media                                                                | Estados Unidos                      |                                                              | [ 36 ]               |
| Hércules                                         | Paramount Pictures / Metro-Goldwyn-Mayer Pictures                               | Estados Unidos                      |                                                              | [ 37 ]               |
| Teenage Mutant Ninja Turtles                     | Paramount Pictures / Nickelodeon Movies / Platinum Dunes                        | Estados Unidos                      |                                                              | [ 31 ] [ 38 ]        |
| Step Up All In                                   | Summit Entertainment / Offspring Entertainment                                  | Estados Unidos                      |                                                              | [ 39 ]               |
| The Admiral: Roaring Currents                    | CJ Entertainment                                                                | Coreia do Sul                       |                                                              |                      |
| The White Haired Witch of Lunar Kingdom          | Bona Film Group                                                                 | China                               |                                                              |                      |
| Planes: Fire and Rescue                          | Walt Disney Pictures / DisneyToon Studios                                       | Estados Unidos                      |                                                              | [ 40 ]               |
| Aftershock2D                                     | Dimension Films / Radius-TWC                                                    | Estados Unidos · Chile              | Primeiro filme chileno em 4DX.                               | [ 41 ]               |
| The November Man                                 | Relativity Media                                                                | Estados Unidos                      |                                                              |                      |
| Walking on Sunshine2D                            | Vertigo Films / IM Global                                                       | Reino Unido                         |                                                              | [ 42 ]               |
| Os Cavaleiros do Zodíaco: A Lenda do Santuário2D | Toei Company / Toei Animation                                                   | Japão                               |                                                              | [ 43 ] [ 44 ]        |
| Os Mercenários 32D                               | Lionsgate / Millennium Films                                                    | Estados Unidos                      |                                                              | [ 31 ] [ 45 ]        |
| Into the Storm2D                                 | Warner Bros. / Village Roadshow Pictures                                        | Estados Unidos                      |                                                              | [ 46 ]               |
| The Pyramid                                      | 20th Century Fox                                                                | Estados Unidos                      |                                                              | [ 47 ]               |
| The Book of Life                                 | 20th Century Fox / Reel FX                                                      | Estados Unidos                      |                                                              | [ 48 ]               |
| La Leyenda de las Momias de Guanajuato2D         | Videocine / Ánima Estudios                                                      | México                              | Primeiro filme mexicano e animado em flash em 4DX.           | [ 49 ] [ 50 ]        |
| Fury2D                                           | Columbia Pictures / QED International                                           | Estados Unidos · Reino Unido        |                                                              | [ 51 ]               |
| John Wick2D                                      | Summit Entertainment / Thunder Road Pictures                                    | Estados Unidos                      |                                                              | [ 52 ]               |
| The Maze Runner2D                                | 20th Century Fox                                                                | Estados Unidos                      | Primeiro filme costa riquenho em 4DX                         | [ 53 ] [ 54 ] [ 55 ] |
| The Equalizer2D                                  | Columbia Pictures / Village Roadshow Pictures                                   | Estados Unidos                      |                                                              | [ 55 ]               |
| Autómata2D                                       | Millennium Entertainment                                                        | Espanha · Bulgária                  |                                                              |                      |
| Black & White: The Dawn of Justice               | China Film Group Corporation                                                    | China · Taiwan                      |                                                              |                      |
| Kill Dil                                         | Yash Raj Films                                                                  | Índia                               | Primeiro filme indiano em 4DX.                               | [ 56 ]               |
| New Initial D the Movie2D                        | Avex Entertainment / Sanzigen                                                   | Japão                               |                                                              | [ 57 ]               |
| Big Hero 6                                       | Walt Disney Pictures / Walt Disney Animation Studios                            | Estados Unidos                      |                                                              | [ 58 ]               |
| The Hunger Games: Mockingjay - Part 12D          | Lionsgate / Color Force                                                         | Estados Unidos                      |                                                              | [ 59 ] [ 60 ]        |
| Interstellar2D                                   | Paramount Pictures / Warner Bros. Pictures / Legendary Pictures                 | Estados Unidos · Reino Unido        |                                                              | [ 59 ] [ 61 ]        |
| Os Pinguins de Madagáscar                        | 20th Century Fox / DreamWorks Animation                                         | Estados Unidos                      |                                                              | [ 62 ]               |
| Night at the Museum: Secret of the Tomb          | 20th Century Fox / 1492 Films                                                   | Estados Unidos                      |                                                              | [ 63 ]               |
| O Hobbit: A Batalha dos Cinco Exércitos          | Warner Bros. / New Line Cinema                                                  | Estados Unidos · Nova Zelândia      |                                                              | [ 64 ]               |
| Gone with the Bullets                            | Beijing Bu Yi Le Hu Film Company / Emperor Motion Pictures                      | China                               |                                                              |                      |
| Attack on Titan: Guren no Yumiya                 | Pony Canyon                                                                     | Japão                               |                                                              | [ 65 ]               |

### 2013
| Título do filme                             | Companhia(s) de destribuição/produção                                                                                    | Pais(es) de origem                                     | Notas                                                                                      |
| ------------------------------------------- | --- | ------------------------------------------------------ | ------------------------------------------------------------------------------------------ |
| Frozen                                      | Walt Disney Pictures / Disney Feature Animation                                                                          | Estados Unidos                                         | Primeiro filme 4DX na Venezuela e um dos primeiros dois na Croácia.                        |
| Gravidade                                   | Warner Bros. / Esperanto Filmoj / Heyday Films                                                                           | Estados Unidos · Reino Unido                           |                                                                                            |
| O Hobbit: A Desolação de Smaug              | Warner Bros. / Metro-Goldwyn-Mayer / New Line Cinema                                                                     | Nova Zelândia · Reino Unido · Estados Unidos · Croácia | Primeiro filme 4DX na Ucrânia e Guatemala, e um dos primeiros dois na Croácia e Venezuela. |
| Hansel and Gretel: Witch Hunters            | Paramount Pictures / Metro-Goldwyn-Mayer / MTV Films                                                                     | Estados Unidos Alemanha                                |                                                                                            |
| Jack Reacher2D                              | Paramount Pictures / Skydance Productions / TC Productions                                                               | Estados Unidos                                         |                                                                                            |
| Beautiful Creatures2D                       | Warner Bros. Pictures / Summit Entertainment / Alcon Entertainment                                                       | Estados Unidos                                         |                                                                                            |
| Upside Down2D                               | Warner Bros. France / Lionsgate UK / Samuel Goldwyn Films / Millennium Films                                             | França · Canadá                                        |                                                                                            |
| O Último Desafio'2D                         | Lionsgate | Estados Unidos                                         |                                                                                            |
| Mama2D                                      | Universal Pictures / De Milo Productions                                                                                 | Espanha Canadá                                         |                                                                                            |
| Pororo                                      | OCON Studios / CJ Entertainment                                                                                          | Coreia do Sul                                          |                                                                                            |
| Cirque du Soleil: Worlds Away               | Paramount Pictures / Cirque du Soleil Burlesco / Reel FX Creative Studios / Strange Weather Films                        | Estados Unidos                                         |                                                                                            |
| A Good Day to Die Hard2D                    | 20th Century Fox / Dune Entertainment                                                                                    | Estados Unidos · Hungria                               |                                                                                            |
| Os Croods                                   | 20th Century Fox / DreamWorks Animation                                                                                  | Estados Unidos                                         | Primeiro filme 4DX na Hungria e Europa.                                                    |
| G.I. Joe: Retaliation                       | Paramount Pictures / Metro-Goldwyn-Mayer / Skydance Productions / Hasbro                                                 | Estados Unidos                                         |                                                                                            |
| Oblivion2D                                  | Universal Pictures / Chernin Entertainment / Relativity Media                                                            | Estados Unidos                                         |                                                                                            |
| Homem de Ferro 3                            | Walt Disney Pictures / Paramount Pictures / Marvel Cinematic Universe                                                    | Estados Unidos                                         | Primeiro filme 4DX no Japão.                                                               |
| Pacific Rim                                 | Warner Bros. / Legendary Pictures                                                                                        | Estados Unidos                                         |                                                                                            |
| Star Trek: Além da Escuridão                | Bad Robot Productions / K/O Paper Products / Skydance Productions / Paramount Pictures                                   | Estados Unidos                                         |                                                                                            |
| Epic                                        | 20th Century Fox / Blue Sky Studios                                                                                      | Estados Unidos                                         |                                                                                            |
| Fast & Furious 62D                          | One Race Films / Original Film / Universal Pictures                                                                      | Estados Unidos · Israel                                | Primeiro filme 4DX na Bulgária, República Checa e Polónia.                                 |
| Man of Steel                                | Warner Bros. / Legendary Pictures / DC Entertainment / Syncopy Inc                                                       | Estados Unidos                                         | Primeiro filme 4DX em Taiwan.                                                              |
| Turbo                                       | 20th Century Fox / DreamWorks Animation                                                                                  | Estados Unidos                                         | Primeiro filme 4DX no Chile.                                                               |
| Despicable Me 2                             | Universal Pictures / Illumination Entertainment                                                                          | Estados Unidos                                         | Primeiro filme 4DX na Colômbia.                                                            |
| R.I.P.D.                                    | Universal Pictures / Dark Horse Entertainment / Original Film                                                            | Estados Unidos                                         |                                                                                            |
| Now You See Me2D                            | Summit Entertainment K/O Paper Products                                                                                  | Estados Unidos França                                  |                                                                                            |
| World War Z                                 | Paramount Pictures / Plan B Entertainment / GK Films / Skydance Productions                                              | Estados Unidos Reino Unido                             |                                                                                            |
| The Lone Ranger2D                           | Jerry Bruckheimer Films / Walt Disney Pictures                                                                           | Estados Unidos                                         |                                                                                            |
| The Wolverine                               | 20th Century Fox / Marvel Entertainment                                                                                  | Austrália · Estados Unidos                             |                                                                                            |
| Man of Tai Chi2D                            | Universal Pictures / Village Roadshow Pictures / China Film Group / Company Films / Dalian Wanda Group                   | China                                                  |                                                                                            |
| RED 22D                                     | Summit Entertainment / DC Entertainment                                                                                  | Estados Unidos                                         |                                                                                            |
| Pee Mak2D                                   | GMM Grammy / Jorkwang film                                                                                               | Tailândia                                              | Primeiro filme tailandês em 4DX.                                                           |
| Olympus Has Fallen2D                        | FilmDistrict / Millennium Films                                                                                          | Estados Unidos                                         |                                                                                            |
| Percy Jackson: Sea of Monsters              | 20th Century Fox / 1492 Pictures / Dune Entertainment                                                                    | Estados Unidos                                         | Primeiro filme em 4DX na Indonésia.                                                        |
| Mr. Go                                      | Showbox / Mediaplex | Coreia do Sul China                                    |                                                                                            |
| Kick-Ass 22D                                | Universal Pictures / Plan B Entertainment / Marv Films                                                                   | Estados Unidos Reino Unido                             |                                                                                            |
| Jurassic Park 3D                            | Universal Studios / Amblin Entertainment                                                                                 | Estados Unidos                                         | Relançado em 4DX em 2013.                                                                  |
| Aviões                                      | Disney / DisneyToon Studios                                                                                              | Estados Unidos                                         |                                                                                            |
| Rush 2D                                     | Universal Pictures / Exclusive Media / Revolution Films / Working Title Films / Imagine Entertainment / Relativity Media | Estados Unidos Reino Unido                             |                                                                                            |
| Thor: The Dark World                        | Walt Disney Pictures / Marvel Cinematic Universe                                                                         | Estados Unidos                                         |                                                                                            |
| Os Instrumentos Mortais: Cidade dos Ossos2D | Screen Gems / Constantin Film                                                                                            | Estados Unidos · Alemanha Reino Unido                  |                                                                                            |
| Cloudy with a Chance of Meatballs 2         | Columbia Pictures / Sony Pictures Animation                                                                              | Estados Unidos                                         |                                                                                            |
| Mayday Nowhere 3D                           | Warner Bros. Pictures Taiwan                                                                                             | Taiwan                                                 | Primeiro filme taiwanês em 4DX.                                                            |
| Sadako 3D                                   | Kadokawa Pictures / Tohokushinsha Film Corporation                                                                       | Japão                                                  | Primeiro filme japonês em 4DX.                                                             |
| The Hunger Games: Catching Fire2D           | Lionsgate / Color Force                                                                                                  | Estados Unidos                                         |                                                                                            |
| The Spies2D                                 | Lotte Entertainment | Coreia do Sul                                          |                                                                                            |
| Dragon Ball Z: Battle of Gods2D             | Toei Animation / Toei Company / 20th Century Fox Japan                                                                   | Japão                                                  | Primeiro anime em 4DX.                                                                     |
| 47 Ronin                                    | Universal Pictures / Bluegrass Films                                                                                     | Estados Unidos · Japão                                 |                                                                                            |
| One of a Kind                               | KBS Media / YG Entertainment                                                                                             | Coreia do Sul                                          |                                                                                            |
| Snowpiercer2D                               | CJ Entertainment | Coreia do Sul                                          |                                                                                            |
| Hwa-yi2D                                    | Showbox | Coreia do Sul                                          |                                                                                            |
| Ender's Game2D                              | Summit Entertainment / OddLot Entertainment / K/O Paper Products / Digital Domain                                        | Estados Unidos                                         |                                                                                            |
| Riddick                                     | One Race Productions / Radar Pictures / Riddick Canada Productions                                                       | Estados Unidos Reino Unido                             |                                                                                            |
| Snitch                                      | Exclusive Media Group / Participant Media / Imagenation Abu Dhabi FZ                                                     | Estados Unidos Emirados Árabes Unidos                  |                                                                                            |
| Berlin                                      | Film Base Berlin / Filmmaker R&K / Sun & Moon Pictures Intl                                                              | Coreia do Sul                                          |                                                                                            |
| Suspect                                     | Green Fish Pictures / Musa Productions / Showbox/Mediaplex                                                               | Coreia do Sul                                          |                                                                                            |

### 2012
| Título do filme                             | Companhia(s) de destribuição/produção                                  | Pais(es) de origem                           | Notas |
| ------------------------------------------- | ---------------------------------------------------------------------- | -------------------------------------------- | --- |
| Perfect Number2D                            | CJ Entertainment                                                       | Coreia do Sul                                | |
| The Hobbit: An Unexpected Journey           | Warner Bros. / New Line Cinema / Metro-Goldwyn-Mayer / WingNut Films   | Nova Zelândia · Reino Unido · Estados Unidos | |
| A Origem dos Guardiões                      | DreamWorks Animation / Paramount Pictures                              | Estados Unidos                               | Primeiro filme 4DX no Peru.                                                                                   |
| The Twilight Saga: Breaking Dawn - Part 22D | Lionsgate / Summit Entertainment                                       | Estados Unidos                               | |
| Confession of Murder2D                      | Showbox                                                                | Coreia do Sul                                | |
| Silent Hill: Revelação                      | Open Road Films / Lionsgate                                            | Canadá · França                              | Primeiro filme canadiano em 4DX.                                                                              |
| Wreck-It Ralph                              | Walt Disney Pictures / Walt Disney Feature Animation                   | Estados Unidos                               | |
| Frankenweenie                               | Walt Disney Pictures / Tim Burton Productions                          | Estados Unidos                               | Primeiro filme stop motion a preto e branco em 4D.                                                            |
| Avatar                                      | 20th Century Fox / Lightstorm Entertainment                            | Estados Unidos                               | O sucesso do filme levou à expansão da tecnologia 4DX pelo muno fora, da mesma forma como aconteceu com o 3D. |
| Tai Chi 0                                   | Diversion Pictures                                                     | China                                        | |
| Dredd                                       | Lionsgate                                                              | Reino Unido · África do Sul                  | |
| Star Wars Episódio I: A Ameaça Fantasma 3D  | 20th Century Fox / Lucasfilm                                           | Estados Unidos                               | Relançado em 4DX em 2012.                                                                                     |
| Flying Swords of Dragon Gate                | Distribution Workshop                                                  | China · Hong Kong                            | |
| The Hunger Games2D                          | Lionsgate                                                              | Estados Unidos                               | |
| Titanic 3D                                  | 20th Century Fox / Lightstorm Entertainment / Paramount Pictures       | Estados Unidos                               | Relançado em 4DX em 2012. Mais longo lançamento em 4DX.                                                       |
| Os Vingadores                               | Paramount Pictures / Marvel Cinematic Universe / Walt Disney Pictures  | Estados Unidos                               | Primeiro filme 4DX na China.                                                                                  |
| Battleship2D                                | Universal Studios / Hasbro Studios                                     | Estados Unidos                               | |
| Snow White and the Huntsman2D               | Universal Studios / Roth Films                                         | Reino Unido · Estados Unidos                 | |
| Prometheus                                  | 20th Century Fox / Scott Free Productions                              | Reino Unido                                  | Um dos dois filmes 4DX no Brasil e América do Sul.                                                            |
| The Amazing Spider-Man                      | Columbia Pictures / Marvel Entertainment / Sony Pictures Entertainment | Estados Unidos                               | Primeiro filme 4DX em Israel.                                                                                 |
| Step Up Revolution                          | Summit Entertainment                                                   | Estados Unidos                               | |
| Ice Age: Continental Drift                  | 20th Century Fox / Blue Sky Studios                                    | Estados Unidos                               | Um dos dois filmes 4DX no Brasil e América do Sul.                                                            |
| R2B: Return to Base2D                       | CJ Entertainment                                                       | Coreia do Sul                                | |
| Abraham Lincoln: Vampire Hunter             | 20th Century Fox / Tim Burton Productions                              | Estados Unidos                               | |
| The Bourne Legacy2D                         | Universal Studios / Relativity Media                                   | Estados Unidos                               | |
| A Company Man2D                             | Showbox                                                                | Coreia do Sul                                | |
| Taken 22D                                   | 20th Century Fox / EuropaCorp                                          | França                                       | |
| Life of Pi                                  | 20th Century Fox / Rhythm and Hues Studios                             | Estados Unidos · Taiwan · Reino Unido        | |
| Atividade Paranormal 42D                    | Paramount Pictures                                                     | Estados Unidos                               | |

### 2011
| Título do filme                               | Companhia(s) de destribuição/produção                      | Pais(es) de origem                               | Notas                                                                               |
| --------------------------------------------- | ---------------------------------------------------------- | ------------------------------------------------ | ----------------------------------------------------------------------------------- |
| Megamind                                      | DreamWorks Animation / Paramount Pictures                  | Estados Unidos                                   |                                                                                     |
| The Green Hornet                              | Columbia Pictures / Original Film                          | Estados Unidos                                   |                                                                                     |
| As Viagens de Gulliver                        | 20th Century Fox                                           | Estados Unidos                                   |                                                                                     |
| Gnomeu e Julieta                              | Touchstone Pictures                                        | Reino Unido Estados Unidos · Canadá              |                                                                                     |
| Fast Five2D                                   | Universal Studios / Original Film                          | Estados Unidos                                   |                                                                                     |
| Pirates of the Caribbean: On Stranger Tides   | Walt Disney Pictures / Jerry Bruckheimer Films             | Estados Unidos                                   | Primeiro filme 4DX no México, América do Norte e Latina, e no Hemisfério Ocidental. |
| Kung Fu Panda 2                               | DreamWorks Animation / Paramount Pictures                  | Estados Unidos                                   |                                                                                     |
| Transformers: Dark of the Moon                | Paramount Pictures / Hasbro Studios                        | Estados Unidos                                   | Primeiro filme 4DX na Rússia.                                                       |
| Capitão América: O Primeiro Vingador          | Paramount Pictures / Marvel Cinematic Universe             | Estados Unidos                                   |                                                                                     |
| Fright Night                                  | Touchstone Pictures / DreamWorks                           | Estados Unidos                                   |                                                                                     |
| How to Train Your Dragon                      | DreamWorks Animation / Paramount Pictures                  | Estados Unidos                                   |                                                                                     |
| Os Três Mosqueteiros                          | Summit Entertainment / Entertainment One / Constantin Film | França · Alemanha · Reino Unido · Estados Unidos |                                                                                     |
| Puss in Boots                                 | DreamWorks Animation / Paramount Pictures                  | Estados Unidos                                   |                                                                                     |
| Real Steel2D                                  | Touchstone Pictures / DreamWorks                           | Estados Unidos                                   |                                                                                     |
| Rio                                           | 20th Century Fox / Blue Sky Studios                        | Estados Unidos                                   |                                                                                     |
| Planeta dos Macacos: A Origem2D               | 20th Century Fox                                           | Estados Unidos                                   |                                                                                     |
| War of the Arrows2D                           | Lotte Entertainment                                        | Coreia do Sul                                    |                                                                                     |
| Imortais                                      | Relativity Media / Universal Studios                       | Estados Unidos                                   |                                                                                     |
| Mission: Impossible - Ghost Protocol2D        | Paramount Pictures / Bad Robot Productions                 | Estados Unidos                                   |                                                                                     |
| My Way2D                                      | CJ Entertainment                                           | Coreia do Sul                                    |                                                                                     |
| Harry Potter and the Deathly Hallows - Part 2 | Warner Bros.                                               | Reino Unido · Estados Unidos                     |                                                                                     |
| Shrek para Sempre                             | DreamWorks Animation / Paramount Pictures                  | Estados Unidos                                   |                                                                                     |
| The Darkest Hour                              | Summit Entertainment / Regency Enterprises                 | Estados Unidos · Rússia                          |                                                                                     |
| Sector 7                                      | CJ Entertainment                                           | Coreia do Sul                                    |                                                                                     |

### 2010
| Título do filme                                          | Companhia(s) de destribuição/produção          | Pais(es) de origem      | Notas                                             |
| -------------------------------------------------------- | ---------------------------------------------- | ----------------------- | ------------------------------------------------- |
| Percy Jackson & the Olympians: The Lightning Thief2D     | 20th Century Fox                               | Estados Unidos · Canadá |                                                   |
| Homem de Ferro 22D                                       | Paramount Pictures / Marvel Cinematic Universe | Estados Unidos          |                                                   |
| Príncipe da Pérsia: As Areias do Tempo2D                 | Walt Disney Pictures / Jerry Bruckheimer Films | Estados Unidos          |                                                   |
| The Last Airbender                                       | Paramount Pictures / Nickelodeon Movies        | Estados Unidos          |                                                   |
| Toy Story 3                                              | Walt Disney Pictures / Pixar                   | Estados Unidos          |                                                   |
| Piranha 3D                                               | Dimension Films                                | Estados Unidos          |                                                   |
| Resident Evil: Afterlife                                 | Screen Gems / Sony Pictures Entertainment      | Alemanha · Canadá       |                                                   |
| Despicable Me                                            | Universal Studios / Illumination Entertainment | Estados Unidos          | Primeiro filme de animação em 4DX.                |
| Midnight FM2D                                            | Lotte Entertainment                            | Coreia do Sul           | Primeiro filme coreano em 4DX e segundo do mundo. |
| Saw 3D                                                   | Lionsgate / Twisted Pictures                   | Estados Unidos          |                                                   |
| Skyline                                                  | Universal Studios / Relativity Media / Rogue   | Estados Unidos          |                                                   |
| The Chronicles of Narnia: The Voyage of the Dawn Treader | 20th Century Fox / Walden Media                | Estados Unidos          |                                                   |
| Haunters                                                 | New Entertainment                              | Coreia do Sul           | Primeiro filme 4DX do mundo.                      |

↑2D  Estes filmes foram apenas projectados em formato 2D padrão.

## Ver Também
- 4D film